# Ceferino Villagra
Ceferino Villagra (Ñemby, Paraguay, 11 de febrero de 1969) y es un exfutbolista paraguayo. Jugaba de delantero y militó en diversos clubes de Paraguay, Chile y Bolivia. Actualmente es entrenador de dicho deporte.

## Clubes
| Club                  | País     | Año       |
| --------------------- | -------- | --------- |
| Cerro Porteño         | Paraguay | 1989-1991 |
| Oriente Petrolero     | Bolivia  | 1992      |
| Provincial Osorno     | Chile    | 1993-1994 |
| Deportes Ovalle       | Chile    | 1995-1996 |
| Arturo Fernández Vial | Chile    | 1997      |
| Deportes Ovalle       | Chile    | 1998      |
| Guaraní               | Paraguay | 1999      |
| Deportes Ovalle       | Chile    | 2000      |
| 3 de Febrero          | Paraguay | 2001-2002 |
| General Caballero     | Paraguay | 2003-2005 |